# Листи темних людей

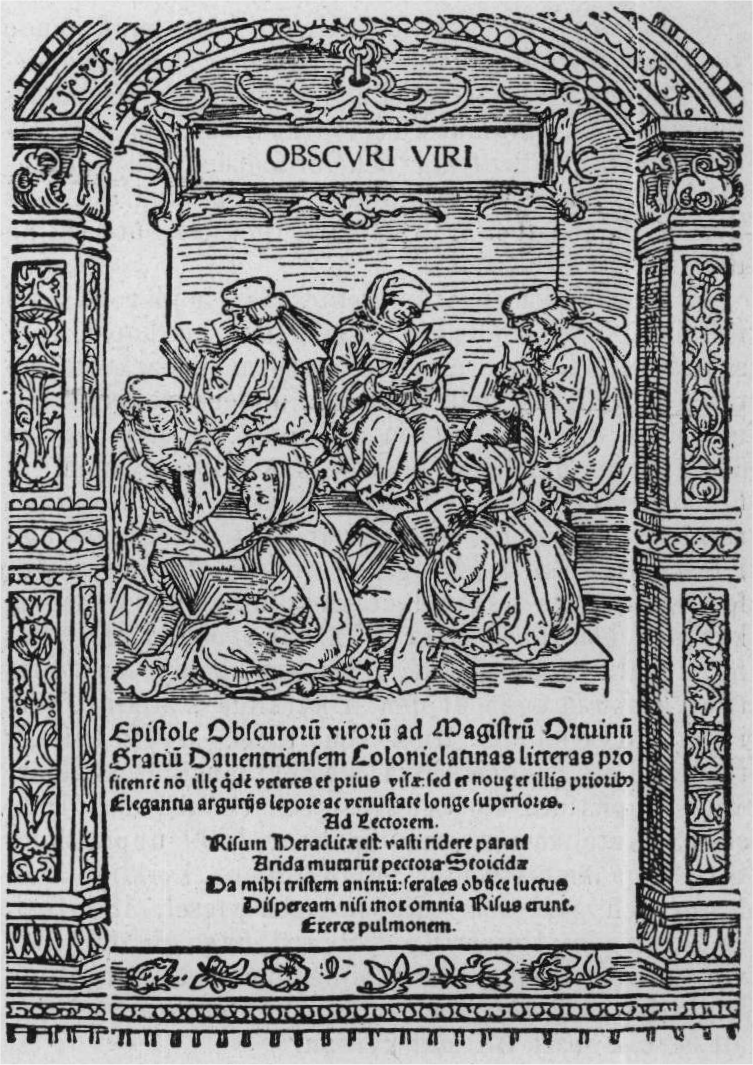
Титульна сторінка другої частини, 1517

Листи темних людей (лат. Epistulae obscurorum virorum, 1515—1517) — сатиричний епістолярний твір епохи німецького Відродження.
«Листи темних людей» були опубліковані в двох частинах у проміжку між 1515 та 1517 роками. Перша частина вийшла друком у 1515 році й містила 41 лист. У 1516 вона була перевидана двічі. Друге перевидання містило вже 48 листів. У 1517 з'явилася друга частина із 62 листів. У наступному виданні кількість листів зросла до 70.
Авторство листів достеменно невідоме. Вважається, що вони були написані гуртком гуманістів із Ерфуртського університету, на чолі якого стояв правознавець і теолог Муціан Руф. Більшість листів, мабуть, написали Крот Рубеан і Ульріх фон Гуттен.
Листи адресовані кельнському богослову Ортуїну Грацію, який і був основною мішенню сатири. Вони написані начебто від імені невідомих людей низького статусу, які висловлюють своє захоплення адресатом та підтримують його в боротьбі проти Йогана Рейхліна.
Тоді як вигадані автори листів розсипаються похвалою адресату, але водночас змістом своїх листів розкривають непривабливу картину занепаду моралі, пиятики й тупості серед магістрів та докторів офіційного богослов'я.
Листи темних людей були частиною гарячої полеміки між двома групами німецьких теологів, одна з яких стояла на позиціях гуманізму, а інша войовниче відстоювала традиційні середньовічні погляди. Темою полеміки була доля єврейських релігійних книг. На початку 16 століття вихрещений єврей Йоганн Пфеффенкорн почав доводити шкідливість єврейських книг, зокрема Талмуду й Кабали. У цих книгах він бачив причину того, що євреї не переходять у християнство й ратував за те, щоб їх знищити. Союзниками Пфеффенкорна стали ченці домініканського ордену в Кельні, зокрема магістр Ортуїн Грацій. Він перекладав твори Пфеффенкорна латинською мовою, сприяючи розповсюдженню цих ідей серед учених. 1509 року Пфеффенкорн домігся від імператора Максиміліана I указу, який дав йому право конфіскувати й знищувати єврейські книги на території держави. У Майнці конфіскація книг наштовхнулася на опір з боку архієпископа Урієла фон Геммінгена, який, що таку справу можна проводити тільки після рішення спеціалістів.
За новим указом імператора розгляд питання про єврейські книги було доручено групі експертів, до якої увійшли теологи з чотирьох університетів: Кельнського, Майнцького, Ерфуртського та Гайдельберзького, а також відомий гуманіст Йоган Рейхлін, кельнський інквізитор Яків Гохштрат та кельнський священик Віктор фон Карбен. За конфіскацію єврейських книг виступили представники Кельнського та Майнцького університетів, Гохштрат та фон Карбен, учені з Ерфуртського та Гейдельберзького університетів утрималися від однозначної відповіді, мотивуючи це необхідністю детальнішого розгляду питання, і тільки Рейхлін виступив проти. Він визнав ворожими християнству книги «Перемога юдаїзму» та «Історія народження Ісуса», однак відзначив, що всі решту книги мають значення для історії виникнення християнства й світової культури загалом.
У відповідь на науковий аналіз Рейхліна Пфеффенкорн написав у 1511 сповнений нападок памфлет «Ручне дзеркало», в якому звинувачував Рейхліна в незнанні єврейської мови і в тому, що його підкупили євреї. Того ж року Рейхлін опублікував відповідь — брошуру «Очне дзеркало», в якій поставив під сумнів чистоту мотивів переходу Пфеффенкорна в християнську віру.
Після публікації «Очного дзеркала» почалося переслідування Рейхліна. Арнольд Тонгрський, декан богословського факультету Кельнського університету вступив з ним у полеміку, надрукувавши в 1512 році латинською мовою «Розділи, або Положення, дуже підозрілі у співчутті до юдеїв, почерпнуті з німецької книжчини пана Йоганна Рейхліна, доктора двох прав», де доводив шкідливість та єретичність міркувань Рейхліна. У 1513 році Рейхлін опублікував «Захист Йоганна Рейхліна проти кельнських наклепників». Все ж Кельнський університет 1514 року визнали Очне дзеркало єретичним твором і засудили його до спалення. Рейхлін відповів публікацією «Листів знаменитих людей» — збіркою послань від визначних європейських учених і богословів, що підтримували його позицію. Освічена Німеччина розділилася на два табори — рейхліністів та арнольдистів, які вели між собою гостру полеміку. «Листи темних людей» стали визначною подією в цій полеміці.
15 березня 1517 року папа римський Лев X засудив «Листи темних людей», заборонив читати їх під загрозою відлучення від церкви і наказав спалити їх.

## Українські переклади
- Листи темних людей / перекл. Йосипа Кобіва та Юрія Цимбалюка; передм. Й. Кобіва; художн. В. Гончаренко — К. : Дніпро, 1987—272 с. Серія Вершини світового письменства, том 61